# ベレッタ 92に関連する作品の一覧

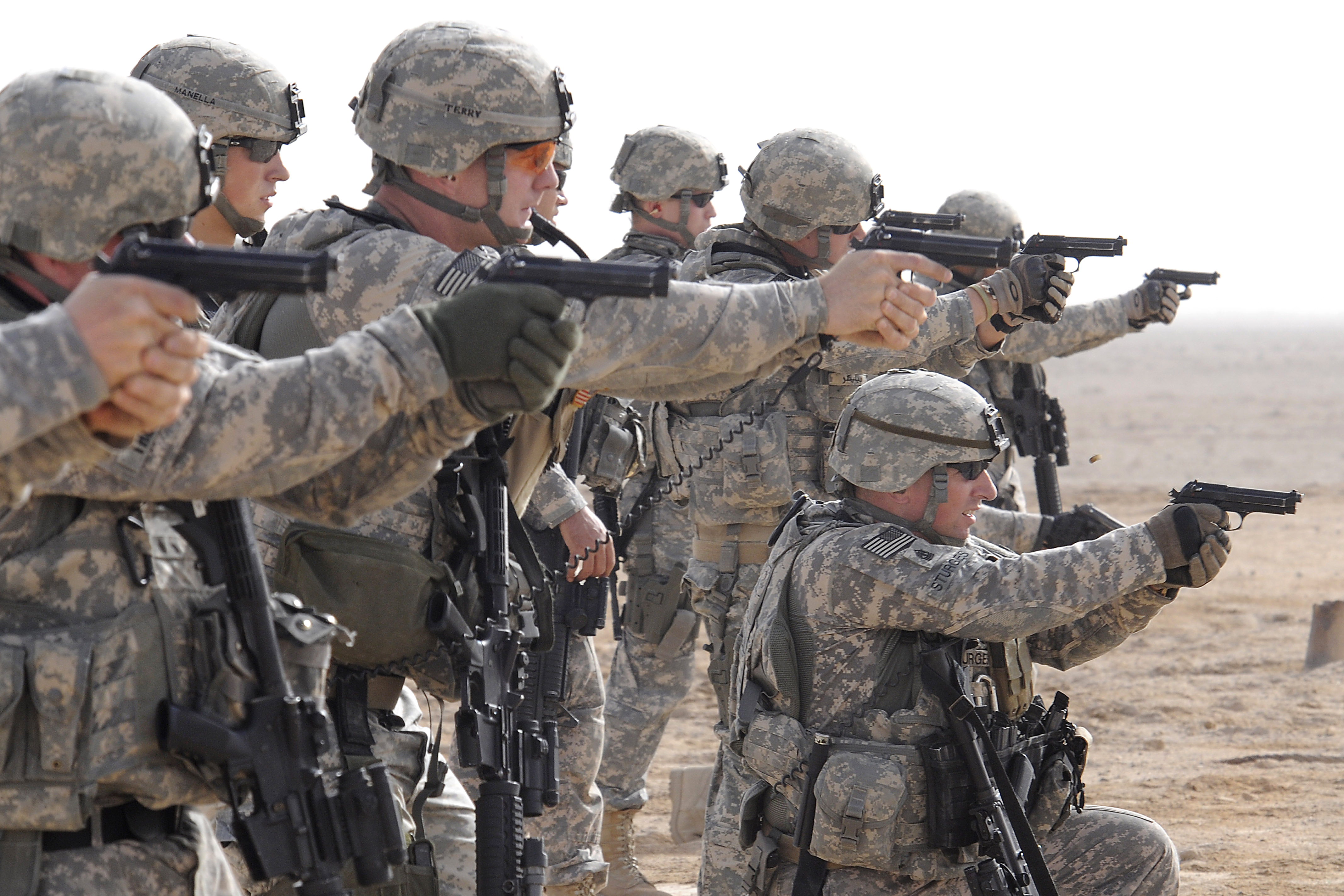
M9ピストルを構えるアメリカ陸軍兵士

ベレッタ 92に関連する作品の一覧（ベレッタ 92にかんれんするさくひんのいちらん）は、イタリアのベレッタ社が開発した自動拳銃、ベレッタ 92に関連する作品の一覧である。
本銃はアメリカ軍制式拳銃であり、法執行機関でも制式採用しているところが多いことから、現代の戦争や警察を題材としたジャンルでは最もよく登場する拳銃の1つとなっている。また、本銃はマニュアルセーフティーが左右両側についているうえ、容易にマガジンキャッチボタンの向きを左右に変更できるので、左利きの人にも対応できる。このため、左利きの人が多く使用していることも特徴である。参考として、マガジンキャッチはグリップを外すことで左右に入れ替えることができる。

## 映画
『007/ノー・タイム・トゥ・ダイ』
冒頭で幼少期のマドレーヌが自宅に隠してあった92FSをサフィンに向け使用する。終盤ではサフィンがM9A3を使用する。
『GONIN』
ビートたけし扮する殺し屋、京谷が使用。
『HiGH&LOW THE RED RAIN』
上園会会長と構成員が使用。
雨宮尊龍がシルバーモデルを使用する。
『MOON CHILD』
ショウ（GACKT）が白いロングコートを羽織るシーンで登場。
『REDリターンズ』
フランス国家警察とRAID隊員が92FSを使用するほか、エドワード・ベイリーも飛行場を警備していたアメリカ軍兵士のM9を使用する。また、ヴィクトリアもトーラス PT92のシルバーモデルをグロック34と共に二丁拳銃で使用する。
『RONIN』
ヴィンセント（ジャン・レノ）がシルバーモデルを使用。スライドとフレームの材質の違いがスチル写真で確認できる。
『WHO AM I?』
フー・アム・アイ（ジャッキー・チェン）がトーラス PT92 AFSを敵から取り上げる。その後、モーガン（ロン・スメルチャク）の裏切りを暴くため、信用したと見せかけ、本銃を手渡した瞬間にディス・アッセンブリー・ラッチを回す。モーガンは本性を現し、フー・アム・アイにPT92 AFSを突き付けるが、ラッチ・リリースされたため弾は発射されず、蹴り倒され、銃身を分解する。
『アウトレイジ』
小沢の部下が、水野を捕らえる際に使用（発砲なし）。加藤もシルバーモデルをコルト・パイソンとともに所持・使用する。加藤がコルト・パイソンで小沢を始末した後、大笑いしている関内を裏切り、関内と彼のボディーガードを射殺する際に使用。ほかの組員が銃声に気づき、走って来る前に本銃を小沢の手元に置き、あたかも小沢が関内を殺したかのように偽装する。
『あぶない刑事』
『あぶない刑事リターンズ』『あぶない刑事フォーエヴァー』『まだまだあぶない刑事』
いずれも主犯格がInoxモデルを使用。

『いつかギラギラする日』
主人公、神崎（萩原健一）が使用。
『インシテミル 7日間のデス・ゲーム』
モニターの1人の凶器「拳銃」として登場。
『エアフォース・ワン』
警護官のギブスが武器庫の前の席に座っていた警護官を射殺する際、92FSにサプレッサーを装着して使用している。
『エクスペンダブルズ』
リー・クリスマス（ジェイソン・ステイサム）が92 Elite IAを使用。
『エネミーライン』
クリス・バーネット大尉（オーウェン・ウィルソン）が、セルビア人武装勢力に対して92SBを使用する。
また、セルビア人武装勢力に一員であるサシャが、バーネットの相棒であるスタックハウス大尉が携行していた92SBを奪い、彼を射殺するために使用している。
『狼 男たちの挽歌・最終章』
主人公のジョン（チョウ・ユンファ）が使用する。
今作で使用されているベレッタ92は以前の香港映画で使われたベレッタ92Fではなく改良型のベレッタ92FSが使われている。そしてこの92FSは映画でチョウ・ユンファが使うため小道具会社が依頼して新品で購入したものである。
ただし今作の撮影中に用意できた92FSは1丁しかなかったため、チョウ・ユンファをはじめとする多くのキャストが代わりにトーラス・アームズ社製のトーラス PT92を使用している。。
『男たちの挽歌』
マーク（チョウ・ユンファ）が相棒の敵討ちに風林閣の廊下で乱射する。
また本作は民間市場に出て来て1年足らずだったこの銃を初めて取り上げた1つの作品でもある。
『男たちの挽歌II』
主要登場人物やヤクザ者の多くが使用している。
『クライムハンターシリーズ』
『クライムハンター 怒りの銃弾』『クライムハンター 裏切りの銃弾』『クライムハンター3 皆殺しの銃弾』
主人公のジョーカー（世良公則）が、パックマイヤーグリップ仕様を使用する。

『クリムゾン・リバー』
ピエール・ニーマンス警視（ジャン・レノ）が使用する。
『刑事ジョー ママにお手あげ』
ジョー・ボモウスキー刑事（シルヴェスター・スタローン）がロング・バレルのトーラス PT99を使用。寝てる間に母親に研磨剤や漂白剤で掃除されてしまい、ブルーイングがすっかり取れて、シルバーになってしまう。
『ゴジラシリーズ』
『ゴジラvsスペースゴジラ』
Gフォースの装備として92Fが登場。主人公のGフォース隊員たちが、マフィアとの戦闘時に使用する。
『ゴジラvsデストロイア』
架空の警視庁特殊部隊「SUMP」の装備として92Fが登場。至近距離まで近づいてきたデストロイア幼体に対して使用する。
『GODZILLA ゴジラ』
主人公のフォード・ブロディ大尉が、メスのムートーに対して92FSを構える。
『ゴジラ キング・オブ・モンスターズ』
主人公が死亡したモナークの職員から借用する。

『コマンドー』
主人公のジョン・メイトリックス退役大佐が、敵の襲撃を受けて自宅の武器庫から92SBを持ち出す。ただし、発砲シーンは無い。
『ザ・ウォール』
主人公のアレン・アイザック軍曹が92FSを使用する。
『ザ・グリード』
ハノーバー（ウェス・ステュディ）がトーラス PT92を使用。トリリアン（ファムケ・ヤンセン）はクロムシルバー版を一時所持。
『ザ・ファブル』
映画版のごみ処理場における戦闘にて、佐藤を迎撃する真黒組の構成員が使用。また、無力化された構成員が落としたものを佐藤が逐次拾い、威嚇射撃や急所を外した射撃など、殺さない程度の攻撃に使用する。そのほか佐藤が再装填中の構成員二名から新しい弾倉ごと本銃を強奪し、装填し直したものを二丁拳銃で使用しワイヤーの切断を行う。
『ザ・ロック』
主人公の1人であるスタンリー・グッドスピード特別捜査官（ニコラス・ケイジ）が、私服時には92FS Centurion Inoxを、アルカトラズ潜入時にはフラッシュライト付き92FSを使用する。
『シュリ』
主人公のユ・ジュンウォン捜査官（ハン・ソッキュ）が愛用。
『処刑人』
コナー・マクマナス（ショーン・パトリック・フラナリー）、マーフィー・マクマナス（ノーマン・リーダス）が使用。
『世界侵略: ロサンゼルス決戦』
クライマックスにて、主人公のマイケル・ナンツ二等軍曹が92FSを所持。M4A1カービンの残弾が無くなったことで素早く持ち替え、エイリアンに向かって連射する。
『セブン』
ジョン・ドゥ（ケヴィン・スペイシー）がトーラス PT99を使用。
『戦火の勇気』
撃墜されたUH-1H医療ヘリに搭乗していたカレン・ウォールデン大尉が、92FSを使用する。
『ソウ』
ジグソーを追い続けている刑事の愛用品。
『ターミネーターシリーズ』
『ターミネーター2』
T-1000が、警察官を殺害して強奪した92FSをショッピングモールでの戦闘時に使用するが、T-800からウィンチェスターM1887による連射を受けた際に落としたため、その後は使用されない。
また、サイバーダイン社を爆破しようとする主人公たちを逮捕すべく出動したロサンゼルス市警察SWAT隊員たちが、T-800に対して92FSを使用している。
『ターミネーター3』
T-Xが、ケイト・ブリュースターの父親であるロバート・ブリュースター中将に対して92FSを使用する。

『ダイ・ハードシリーズ』
ジョン・マクレーン警部補（ブルース・ウィリス）が使用（使われた92は『リーサル・ウェポン』で使用されたもの）するほか、マクレーン以外の警官やテロリスト等も使用する。『ダイ・ハード4.0』では前半はSIG SAUER P220Rだが、終盤にベレッタPx4を使用。『ダイ・ハード/ラスト・デイ』ではジョンの息子、ジャックがチェルノブイリ原子力発電所で92SBを使用する。
『デモリションマン』
主人公のジョン・スパルタン刑事（シルヴェスター・スタローン）が使用。
『トゥルーライズ』
主人公のハリー・タスカーと相棒のアルバート・ギブゾンおよび「真紅のジハード」構成員が92FSを所持しているが、発砲シーンはなし。
発砲シーンがあるのは、ジュノ・スキナーが持つ92SB-Cのみである。
『トレーニング デイ』
主人公、ジェイク・ホイト刑事（イーサン・ホーク）が使用。また、メキシカンギャングのスマイリーもシルバーモデルのM9を使用。
『ドロップ・ゾーン』
主人公、連邦保安官ピート・ネシップ（ウェズリー・スナイプス）が使用。
『ハート・ロッカー』
主人公のウィリアム・ジェームズ二等軍曹（ジェレミー・レナー）が所持しており、現場に突っ込んできたタクシーを対爆スーツを着用した状態で構えて追い払う。
『バイオハザード』
主人公、アリス・アバーナシー（ミラ・ジョヴォヴィッチ）が死体から92FSを拾ってゾンビ犬に対して使用する。
『バイオハザードII アポカリプス』
ジル・バレンタイン（シエンナ・ギロリー）とティモシー・ケイン少佐（トーマス・クレッチマン）が92FSを使用。また、終盤で主人公、アリスが倒れた兵士から92FSを拾い、使用する。
『バイオハザードIII』
アンブレラ社の化学部門研究員部長、アレクサンダー・スレイターがアイザックス博士を撃つ際に92FSを使用する。また、レッドフィールドコンボイのメンバーの1人であるマイケル・ファーバーがスーパーアンデットに対してPT92を使用する。
『バイオハザードIV アフターライフ』
ルーサー・ウェスト（ボリス・コジョー）がPT92を使用する。
『バイオハザードV リトリビューション』
警官が92FSを使用する。
『バイオハザード: ザ・ファイナル』
アルバート・ウェスカー（ショーン・ロバーツ）がフラッシュライト付きでグリップが木柄の92FSを所持している。これは、ゲームのバイオハザードシリーズに登場するサムライエッジを再現していると思われる。ただし、使用するのはウェスカーから92FSを奪ったクレア・レッドフィールド（アリ・ラーター）のみ。また、オリジナルのアイザックス（イアン・グレン）がクレアが落とした92FSを拾い、アリスのまえに立ちはだかる。

『バトル・ロワイアル』
三村信史（塚本高史）がInoxモデルを使用。
『バトル・ロワイアルII 鎮魂歌』
特殊部隊隊長（谷口高史）が使用。
『ピースメーカー』
主人公のトム・デヴォー陸軍中佐（ジョージ・クルーニー）がM9を使用。
『ヒート』
銀行強盗後の市街地での銃撃戦でロサンゼルス市警察が92FSを使用。ドラッカー巡査部長が92SB-Cを使用。
『ピーナッツ』
水鉄砲が登場。
『必殺処刑コップ』
主人公、ジェフ・パワーズ刑事（ルー・ダイアモンド・フィリップス）がトーラス PT92AFSを使用。その他、SIS部隊の1人が92FSを使用。
『フェア・ゲーム』
主人公のマックス・カークパトリック刑事（ウィリアム・ボールドウィン）がInoxモデルを使用。
『フェイシズ』
刑事のサム・ケレスト（ジュリアン・マクマホン）やプロファイラーのエリック・ラニヨン（デヴィッド・アトラッキ）などの刑事達が92FSを携帯する。また、終盤に主人公、アンナ・マーチャント（ミラ・ジョヴォヴィッチ）が使用する。
『フェイス/オフ』
ショーン・アーチャーが使用する。
『ブラックホーク・ダウン』
第75レンジャー連隊のジョン・マドックス特技下士官が、ハンヴィーの車内からM9をソマリア民兵に対して使用する。
『プレシディオの男たち』
ジェイ・オースティン刑事（マーク・ハーモン）が92SBを使用。
『亡国のイージス』
架空のイージス護衛艦「いそかぜ」を占拠した某国工作員、および某国工作員から強奪した仙石先任伍長(真田広之)と如月二曹(勝地涼)が使用する。
『ホワイトハウス・ダウン』
マーティン・ウォーカーがサプレッサーを装着した92FSを使用するほか、テロリストの一部がシークレットサービスから奪って使用する。
『マトリックス』
主人公、ネオ（キアヌ・リーブス）、トリニティ（キャリー＝アン・モス）が使用。
『ミッション:インポッシブルシリーズ』
『ミッション:インポッシブル』『ミッション:インポッシブル2』『ミッション:インポッシブル3』
イーサン・ハント（トム・クルーズ）が使用。特に『ミッション・インポシッブル3』では、イーサンが妻に92を「とても信頼性の高い銃」と紹介するシーンがある。
シリーズ4作目以降は、SIGの銃をおもに使用するようになる。

『リーサル・ウェポンシリーズ』
マーティン・リッグス刑事（メル・ギブソン）がスライドリリースレバーが延長された92FSを使用。銃身をより命中精度の高い特注品に交換したカスタム品という設定で、4作目ではさらにレーザーグリップも追加装備される。相棒のマータフ刑事（ダニー・グローヴァー）は、S&W M19をリッグスに旧式だと馬鹿にされるシーンがある。2010年12月に、登場する92FSを再現したガスガンがウエスタンアームズより発売された。
『リベリオン』
主人公であるジョン・プレストン（クリスチャン・ベール）のほか、多数の人物が使用（ステージガンである「クラリック・ガン」の改造ベース）。
監督のカート・ウィマーは、排莢の方向を変えやすいためベースに選ばれたとDVDのオーディオコメンタリーで発言している。
『レオン』
主人公、殺し屋レオン（ジャン・レノ）が使用。終盤では二丁拳銃も披露する。
『ローン・サバイバー』
マシュー・アクセルソン二等兵曹がターリバーンに対してM9を使用する。
『ワールド・ウォーZ』
在韓米軍がゾンビに対して92FSを使用する。
『ワイルド・スピードシリーズ』
『ワイルドスピードX2』
マーカム捜査官（ジェームズ・レマー）がInoxモデルを使用。
『ワイルド・スピード EURO MISSION』
Inoxモデルが登場する。
『藁の楯』
新幹線内での銃撃戦の際にヤクザが使用する。

## テレビドラマ
『CSI:マイアミ』
ライアン・ウルフがシーズン3-4で92Fを、シーズン5からは92 Elite IIを使用。
第9シーズン「檻の中の強者ども」に登場。
『CSI:科学捜査班』
第11シーズン「冒された町」、第12シーズン「73秒間の修羅場」「娘よ」に登場。

『NCIS:LA 〜極秘潜入捜査班』
マーティ・ディークスが使用。
『MR.BRAIN』
第5-6話の犯人、秋吉かなこ（仲間由紀恵）が坂本良子（吉田羊）を同窓会場で射殺する際に使用。元々は暴力団員の青山が所持していたものをかなこが奪った。
『Terra Nova 〜未来創世記』
1話でジェームズ"ジム"・シャノンが所持。
『仮面ライダーアマゾンズ』
作中でハーフステンレスモデルが度々登場。シーズン1Episode4ではノザマペストンサービス調査班が使用。シーズン2Episode9では4Cの隊員が暴走したアマゾンズネオに対して使用。劇場版最後ノ審判では黒崎 武が橘 雄吾の脚を撃ち抜く際に使用。
『緊急取調室』
『刑事貴族』
92SBを風間明（郷ひろみ）が使用。
『コールドケース 迷宮事件簿』
ファイナルシーズンの第8話「チャイナタウン」に登場。
『ゴリラ・警視庁捜査第8班』
風間有吾刑事（神田正輝）が使用。
『西部警察スペシャル（2004）』
橘数馬刑事（徳重聡）がInoxモデルを使用。
『セクシーボイスアンドロボ』
第六話でZI（りょう）が使用。
『秘密情報部トーチウッド』
トーチウッド3の地下射撃場で使用。
『ハンチョウ〜神南署安積班〜』
安積剛志警部補(佐々木蔵之介)がシーズン2よりM92エリートIAを使用。
『富豪刑事』
川村春雄（松崎しげる）がシルバーモデルを所持（発砲はしない）。
『ブラッディ・マンデイ』
J（成宮寛貴）・折原マヤ（吉瀬美智子）以下、テロリストが使用。
『プリズン・ブレイク』
ファイナル・シーズンにて主要人物の1人、アレクサンダー・マホーンが元同僚を通して妻から受け取り所持。
『ブルースワット』
第11話でサラが92Fを使用（さらにBW-01ディクテイターの発火用プロップはM9のモデルガンがベースである）。
『蘇える金狼』
朝倉哲也（香取慎吾）が使用。ブラックモデルとホーグ社のラバーグリップを取り付けたシルバーモデルを使用。
『ラスベガス』
映画の撮影中に登場。
『VIVANT』
テントの最高指導者ノゴーンベキ(乃木卓)が使用。作中で使用されているのは一般的なM92FSである。

## アニメ・漫画
『今際の路のアリス』
安食柊が使用。
『BTOOOM!』
飯田が護身用に使用。
『Angel Beats!』
仲村ゆりが92FS Brigadier Inoxを使用。
『BLACK LAGOON』
レヴィのソード・カトラス92Fカスタム、張のM76が登場。
『DEATH NOTE』
ウエディ、アイバー（アイバーは銃が嫌いなため、所有していない。ウエディの92を使用）、メロ、ロッド・ロスが使用。
『Fate/Zero』
アニメ版にて衛宮切嗣が使用。
『MONSTER』
天馬賢三、ヨハン・リーベルト、ミラン・コラーシュが使用。
『Ordinary±』
主人公、的場伊万里が使用。
『trash.』
主人公の1人、石川るしあがエリートIIを使用。
『嘘喰い』
夜行妃古壱がアイデアルの精鋭を奇襲する際に二丁拳銃で使用。そのほか、百龍の偽物や梟が使用。
『エンジェル・ハート』
アニメでの劉信宏（リュウ・シンホン）の愛銃として登場。発砲シーンあり。
『キューティクル探偵因幡』
アニメ1話に登場。
『銀魂』
6年目（第3期（第2期延長戦）258話「殿中でござる!!」にて佐々木異三郎が使用。『リベリオン』に登場したクラリック・ガンに似ている。
『クレヨンしんちゃん 暗黒タマタマ大追跡』
千葉県警察成田東西警察署刑事課資料室に所属する女性警察官の東松山よねが、92FSを使用する。予備マガジンとともにショルダーホルスターに収め携行している。
『殺し屋1』
桜井が使用。
『さばげぶっ!』
第1話で美煌が痴漢に突きつけたエアガンとして92Fが登場。なお、アニメではこのシーンはデザートイーグルが使われている。また、園川モモカの愛銃でもある。
『ザ・ファブル』
暴力団員や真黒組の幹部水樹が所持していたが奪われている。
『ジパング』
第二次世界大戦時へタイムスリップした架空のイージス護衛艦「みらい」の個人装備として登場。アナンバスへ赴く角松二佐が携帯する。また、単行本11巻にて、角松が携帯していたものを奪った草加から渡されて溥儀が使用する。
なお、実際の自衛隊は本銃を採用していないため、海上自衛隊が監修を行ったアニメ版の同シーンでは実際の制式拳銃である9mm拳銃に変更されている。
『しょーがくせれぶ』
小野瀬めありが所持。
『ジョジョの奇妙な冒険 第5部 黄金の風』
アバッキオの回想シーンでアバッキオと相棒の警官が使用するほか、物語終盤で警官から奪ったものをトリッシュの体へと入れ替わったミスタが使用する。
『新世紀エヴァンゲリオン』
コミック版12巻にてNERV本部が襲撃される際、オペレーターの日向マコトと伊吹マヤがネルフ制式拳銃としてM92FSを使用。この際、伊吹マヤは同じくオペレーターの青葉シゲルからM92FSを渡されるが、「私、鉄砲なんて撃てません!」と言って使用していない。
ちなみに旧劇場版では、グロック17が制式拳銃となっている
『続・戦国自衛隊』
戦国時代へタイムスリップしたアメリカ海兵隊の装備として登場。主に、アメリカ海兵隊のリーダーであるウィリアム・アダムス大尉が使用している。
『ダーウィンズゲーム』
主人公のスドウカナメが使用。
漫画及びアニメ1話でDゲームのガチャ:機能を使用して入手した。
『太陽の黙示録』
羽田遼太郎が使用。また、南日本（サウスエリア）国防軍では階級制度や装備の一部が自衛隊式からアメリカ軍式に変わっている関係で、正式拳銃となっている。
『多重人格探偵サイコ』
雨宮一彦、西園弖虎、ミシェル・パートナーが使用。
『東京卍リベンジャーズ』
天竺編で稀咲鉄太が使用。
『ハヤテのごとく!』
マリアがロシアンルーレットを提案し、アメリカ軍採用モデルのM9を渡す。
『緋弾のアリア』
主人公、遠山キンジが使用。
92Fフルオートの3点バースト化（違法改造）を作中ずっと使っている。
『武心 BUSHIN』
爆弾魔が使用。
『ブラック・ジョーク』
ランオーバーが使用。
『プランダラ』
特務部隊の標準装備として登場。口封じのための虐殺や国王暗殺の際に使用される。また、第13特設軍学校のアラン大尉が本銃を装備し、ペイント弾を装填したものを生徒への戒めに使用する他、実弾を装填したものを実戦時に使用する。なお、アラン大尉はロシア軍に在籍していた時期から本銃を装備している。
『魔法少女まどか☆マギカ』
第8話にて暁美ほむらが92FSを使用。
『マンホール』
井上菜緒が使用。
『水瀬陽夢と本当はこわいクトゥルフ神話』
沖（おき）刑事が使用。
『名探偵コナン』
ジン（左利き）、蛭田が使用。
『めだかボックス』
第160箱で安心院が使用。
『幼稚園WARS』
　主人公のリタが愛用。作中では、昔から使っているとされる。
『ヨルムンガンド』
湾岸戦争中のとある作戦で化学兵器工場を襲撃した際にワイリがM9を所持しているほか、SR班員の鏑木との戦闘で92FSをトージョが使用。
アメリカ海兵隊移送隊「ペットショップ」がM9を所持。
『ルパン三世 (2015年TVシリーズ)』
レベッカ・ロッセリーニの愛銃。

## 小説
『1Q84』
「1Q84年」の日本の一般警官が携行。
『EME』
乾 紅太郎、巽 蒼乃丞が所持（両者ともにEME カスタムモデル）。
『op.ローズダスト』
DAISの古森一尋が所持（発砲無し）。
『黒豹シリーズ』
主人公、黒木 豹介の愛銃（ダブルアクション92からのちに92Fを使用）。
『バトル・ロワイアル』
三村信史の支給武器（三村死亡後は桐山が使用、桐山死亡後は七原秋也が使用）。
『引き金を引く時シリーズ』
「M92 ヴェスパ・マンダリニア」というオリジナルモデルが登場し、主人公のシマハイエナが使用する。
『緋弾のアリア』
主人公、遠山 キンジが3点バーストおよびフルオート機構（違法改造）を搭載した92F（通称『ベレッタ・キンジモデル』）を使用。
『ふぁみまっ!』
ヒロインであるサブリナが使用。
『亡国のイージス』
ホ・ヨンファが使用。
『薬師寺涼子の怪奇事件簿』シリーズ
薬師寺涼子が所有するパリの別荘付のメイド、マリアンヌが92FSを装備している。

## ゲーム
『Alliance of Valiant Arms』
92FSが登場。また、92FSをベースにゲームオリジナルのデザインとフルオート化が施された「Beretta Nine」が登場している。
『Angel Beats!-1st beat』
原作と同様に仲村ゆりが92FS Brigadier Inoxを使用。
『九龍妖魔學園紀』
主人公の武器として使用可能。
『ARMA 2』
分隊長・小隊長がサイドアームとして所持。
『MASSIVE ACTION GAME』
M9がベイラー陣営のハンドガンとして登場。サプレッサーの装着が可能。
『Operation Flashpoint: Cold War Crisis』
アメリカ軍陣営で使用可能な拳銃として92Fが登場する。
『PAYDAY: The Heist』
「B9-S」の名称で登場する。サプレッサー付。
『PLAYERUNKNOWN'S BATTLEGROUNDS』
「P92」の名称で92FSが登場。サプレッサーと拡張マガジン、ドットサイトを装着可能。
『TrueCombat:Elite』
「BERETTA」という名前で92FSが登場。specopsで使用可能。また、specopsのReconで2丁持ちの「AKIMBO」が登場。
『WarRock』
ゲーム内通貨で購入可能。二丁拳銃での使用となる。
『X operations』
標準的な性能の拳銃として92Fが登場。
『アークナイツ』
星4の遠距離オペレーター「ジェシカ」の武器として登場。
『アンチャーテッドシリーズ』
『UC1』『UC2』『UC:GA』
「92FS-9mm」という名称で登場する。ネイト、エレナ、傭兵部隊が使用。
『エースコンバットシリーズ』
『エースコンバット5』
ムービーでケイ・ナガセとオーソン・ペローが装備している。
『怪盗ロワイヤル-zero-』
「9mmセミオート」の名で登場。
『カウンターストライク』
「40 Dual Elites」という名称よりM96G エリートのはずなのだが、弾数が30（15×2丁持ち）である上、弾丸が9x19mmパラベラム弾なので92G エリート。
『グランド・セフト・オート・バイスシティ・ストーリーズ』
「ピストル」という名称で92Fが登場。
『クロスファイア』
バウンティモードでの初期装備。
『幻世虚構・精霊機導弾』
92FSが登場。ベルカインが国王を射殺するために使用。
『コール オブ デューティシリーズ』
『CoD4』
USMC側のポール・ジャクソン軍曹およびロシア超国家主義派がサイドアームとして使用。
『CoD:MW2』
レンジャー側での初期装備であることが多い。一部のステージではTF141側でも装備される。
『CoD:MW3』
キャンペーンでのみ登場し、アメリカ軍兵士がラストスタンド状態の時に落とすことがある。その際に拾えばプレイヤーも使用可能。
『CoD:G』
M9A1が登場。
『CoD:MW』
期間限定イベント「シーズン3」から追加武器として登場。「Renetti」の名称で登場するが、実際の形状とは多少異なる部分もある。カスタマイズ次第ではM93R風の三点バースト拳銃に改造が可能。
『CoD:MWIII』
MWと同じく「Renetti」の名称で登場するが、デフォルトの状態から三点バーストである。コンバージョンキットを使うとセミオートやフルオートに改造が可能。
『サイレントヒルシリーズ』
『2』『3』
92Fが登場。装弾数は10発と、実銃より5発少ない。
『サドンアタック』
92FSが「B.M92Fs」の名称で登場。
『サンパギータ』
ヤクザー01が使用する銃。
『シークレットゲーム CODE:Revise』
藤堂悠奈が使用。
『真・女神転生』
ガン系武器として登場。ガン系統の中では2番目に攻撃力が低い。ロウヒーロー初期装備の1つ。
『ストラングルホールド』
「エンフォーサー」という名前で92FSが登場。プレイヤーキャラクター、テキーラ（演：チョウ・ユンファ）の初期装備。
『スペシャルフォース』
92Fが登場。初期状態から購入可能。
『バイオハザードシリーズ』
『バイオハザード』『3』『5』『アウトブレイク/FILE2』『リベレーションズ』『RE:2』『RE:3』
ラクーン市警、S.T.A.R.S.各隊員、クリス・レッドフィールド、ジル・バレンタイン、レベッカ・チェンバース、アルバート・ウェスカーなどが使用。後期に登場する物はゲームオリジナルのカスタムデザイン「サムライエッジ」（『バイオハザード5』を除く）。また、『GS4』の主人公、ブルースも、サムライエッジとは別タイプの92を使用している。『RE:2』及び『RE:3』では隠し武器として登場し、『RE:2』はクリス・ジル・アルバード・オリジンの4種類登場する。『RE:3』はOPムービーにのみジルが所有していたが、ネメシスの遭遇により手放してしまう。
『バトルフィールドシリーズ』
『BF2』
USMC・Navy SEALs・EUの全兵科で92FSを使用可能。
『BF2MC』
USMC全兵科で92Fを使用可能。威力は低いが精度はそれなりに高い。狙撃兵と特殊部隊のものにはサプレッサーが装着されている。
『BFBC』
M9が登場する。キャンペーンでは主人公が使用し、マルチプレイではアメリカ軍偵察兵の装備として使用可能。
『BFBC2』
キャンペーン、マルチプレイともに使用可能。
『BF3』
アメリカ軍の初期サブウェポン。サプレッサーとタクティカルライト付の物もある。
『BF4』
M9が登場。ハンドガンの中で一番レートが高い。
『フリーダム・ファイターズ』
ソビエト軍兵士の標準装備。弾数は実際より多い17発。
『ポリスノーツ』
92Fが登場。主人公ジョナサン・イングラムが使用。劇中では世界最後のリコイルガン（火薬銃）という設定で、時代に取り残されたジョナサンの象徴となっている。レーザーサイトが装着されている。
『マックスペイン』
18発装填できる。『マックスペイン2』では16発。
『メタルギアシリーズ』
『MG』『MG2』
「ハンドガン」という名前で登場。ソリッド・スネークが使用。
『MGS2』『MGSTTS』『MGSM』
M9が登場。スライドロック加工し、麻酔針を発射できるよう改造したものを主人公のソリッド・スネークと雷電(MGS2のみ)が使用。
『リトルバスターズ!』
時風瞬が使用。
『レインボーシックスシリーズ』
「M92FS」（『ブラックアロー』）「92FS」（『ベガス』『ベガス2』）という名称でそれぞれ登場。
『レインボーシックス シージ』
ベレッタ 92のライセンス生産モデルであるトーラス PT92が「PRB92」及びそのカスタムタイプ「ルイソン」として登場し、前者をブラジルの特殊警察作戦大隊 (BOPE)の隊員カピタオが、後者を同隊員カヴェイラが使用。
『ブルーアーカイブ -Blue Archive-』
アビドス高等学校のアビドス廃校対策委員会に所属している小鳥遊ホシノと山海経高級中学校の錬丹研究会に所属している薬子サヤがベレッタ92A1を、山海経高級中学校の玄龍門に所属している近衛ミナがベレッタ92Fと92F Inoxを二丁拳銃で使用している。